# الرعيني
الرعيني (581 - 632 هـ = 1185 - 1235 م) عيسى بن سليمان بن عبد الله الرعيني: مؤرخ، من حفاظ الحديث، أندلسي، من أهل رندة. أصله من مالقة. أصيب بأسر العدو أباه، فضاع كثير من كتبه. وولي خطابة مالقة.
له كتاب في «معرفة الصحابة» و «معجم» لشيوخه. قال عنه الذهبي: «الإمام المحدث المتقن الرحال أبو موسى عيسى بن سليمان الرعيني الأندلسي الرندي»، وقال ابن الأبار القضاعي: «كان حسن الوراقة ضابطا متقنا عارفا بالرجال».